# Śródmieście (bydel i Łódź)
Śródmieście ("Midtbyen") er den mindste administrative region i Łódź. Den har et areal på 6,8 km² og 79.471 indbyggere (2005). Indenfor Śródmieścies grænser findes, blandt andet, Piotrkowska-gaden, Tadeusz Kościuszkos allé, Józef Piłsudskis allé, Frihedspladsen, Meyers passage, Teatr Wielki, St. Stanisław Kostkas katedral og St. Aleksander Nevskij-katedralen.

## Historie
Śródmieście blev oprettet som en af Łódź’ tre første bydele 27. maj 1946. 1. januar 1954 blev Łódź inddelt i syv bydele, og Śródmieścies grænser blev betragteligt reduceret. I 1960 blev bydelen yderligere formindsket. I 1993 blev byens bydele lavet om til administrative regioner. 
51°45′18″N 19°27′35″Ø / 51.755°N 19.4596°Ø